# Barbinolla costaricensis
Barbinolla costaricensis är en insektsart som beskrevs av William Lucas Distant 1879. Barbinolla costaricensis ingår i släktet Barbinolla och familjen dvärgstritar. Inga underarter finns listade i Catalogue of Life.